# Anne Lindfjeld
Anne Lindfjeld (født 13. maj 1981 i Haderslev, Danmark) er en dansk pinup model og vært på Headbangers Ball på dansk MTV.

## Modelkarriere
Anne startede karrieren som model i 2002 for For your eyes only. Efter at have læst en artikel om SuicideGirls, sendte hun en ansøgning om optagelse i Suicide Girls og blev optaget som den ene af kun to danske modeller. Efter karrieren i SuicideGirls (2005 – 2006) kom Anne tilbage til Danmark hvor hun medvirkede i tv-reklamer, heriblandt en tv-reklame for TDC's "De gule sider".
Udover at arbejde indenfor tv og musik, har Anne også en aktiv modelkarriere, hvor hun bl.a. har været på forsiden af bladet FHM og diverse Tattoo magasiner. Anne har udgivet sin egen kalender for 2008 i samarbejde med det internationale Tattoo magasin "Tattoo Life" og fotografen Spooky Sally fra Berlin.
Anne er desuden fast model for det amerikanske tøjfirma Lucky 13 Apparel og for det amerikanske motorcykelfirma West Coast Choppers som er ejet af Jesse James, som også menes at være blevet en af Annes gode venner.[kilde mangler].
Hun har været i USA og medvirket i en musikvideo for det norske black metal band Dimmu Borgir til nummeret "The Chosen Legacy". Hun har også medvirket i det danske thrash-metalband Hatespheres video til nummeret "Drinking With The King Of The Dead" og været med i danske Alias' musikvideo – gør det igen .. (LGM) Desuden lavede hun i 2008 for tredje år i træk billeder til Lucky 13 Apparel, til deres efterårskatalog og til reklamer og cd'en "Bound For The Bar" som bliver udgivet af Lucky 13 i samarbejde med et andet tøj firma Dirty Devil Clothing. Hun er desuden blevet fast model for (kendis)costum-tøjfirmaet JUNKER designs i Los Angeles, som også sponsorerer hende.
I maj 2008 optrådte hun i INKED Magazine, Resound og FHM med flere siders billedserier. Senere i november 2008 kunne man finde hende med et enkelt billede i amerikansk Playboy.
I slutningen af december 2008 optrådte Anne Lindfjeld på en plakat udgivet af CULT A/S. Plakaten reklamerede for deres nattelivsportal Cult-party.com og nyeste drik: CULT Raw Energy.

## Øvrig karriere
Før Anne Lindfjeld debuterede på tv, arbejdede hun i sexbutikken Lust i København. Den 5. april 2007 blev Anne tv-vært da Headbangers Ball blev vist første gang på dansk MTV, og er det stadig. Anne har også tidligere været medvært til Danish Metal Awards, og har nu også fået et show kaldt "Let there be rock" på MTV. Fra 2010 er hun desuden klummeskribent og brevkasseredaktør på den danske udgave af mandebladet FHM.